# Parque Metropolitano de Jerusalén
El Parque Metropolitano de Jerusalén (en hebreo: הפארק המטרופוליני של ירושלים) es un área verde de cuarenta y tres kilómetros ubicada en los alrededores de la ciudad de Jerusalén en Israel.

## Historia
El parque cuenta con ciclovías, caminos para practicar el senderismo, áreas para comer y cafeterías, el lugar es administrado por el Jewish National Fund, una institución que preserva y renueva sitios naturales e históricos para hacerlos accesibles al público. Se extiende hasta el Valle Arazim, el Valle Motza al este y el Valle Refaim en el sur. En 2011 se agregaron 5 km de ciclovía que forma parte del anillo que rodea la ciudad.

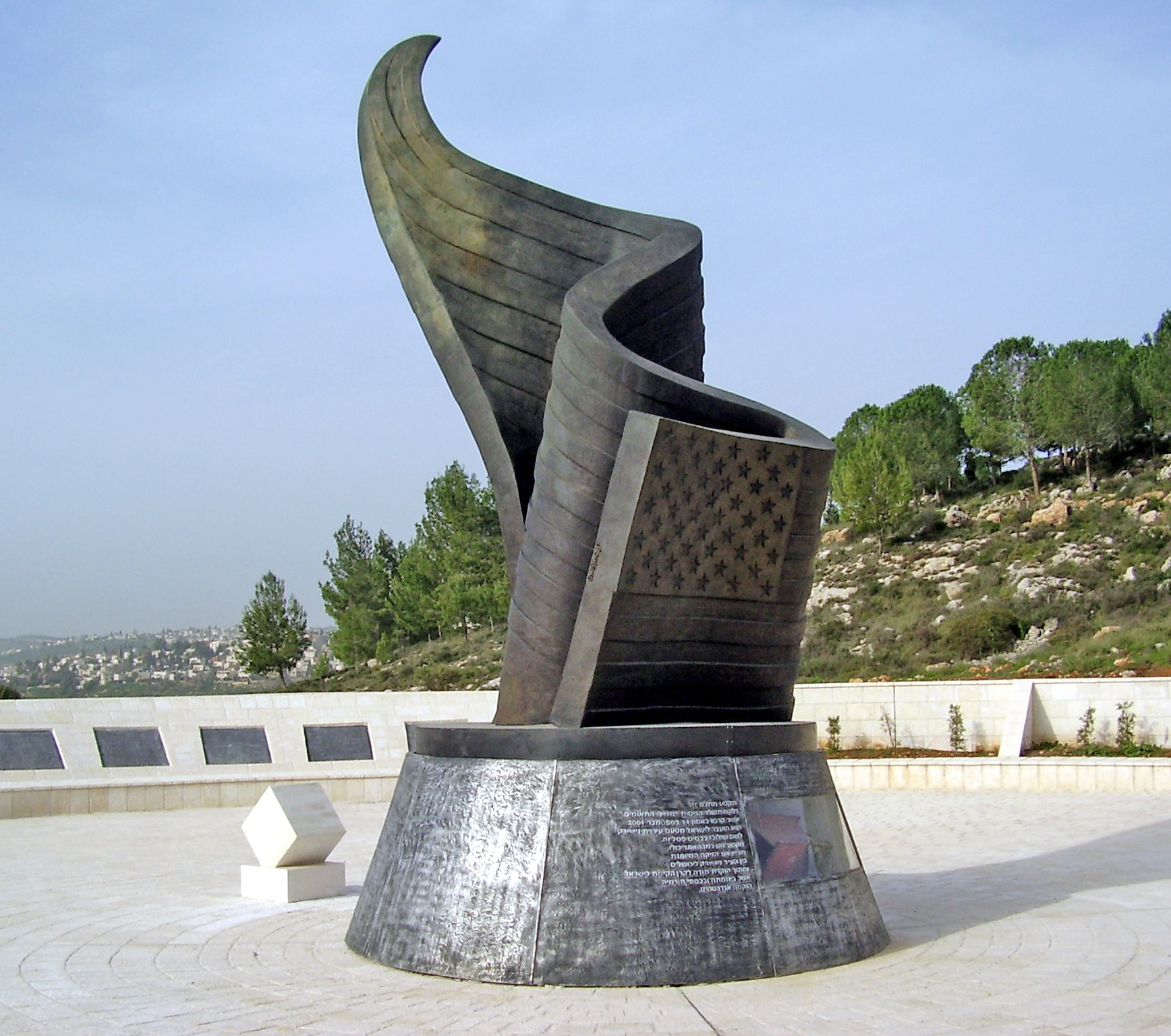
Una escultura memorial dentro del parque.

En 1906 un grupo de personas compraron una porción de tierra del Valle Arazim, además un empresario químico, Dov Klinger, planeaba construir una fábrica pero al final no se concretó. En 1920 el lugar fue ocupado por ocho familias que llegaron por los disturbios árabes, al final fueron asesinados y dos niños escaparon. El parque cuenta con un memorial en la cima de una colina, es una bandera de bronce de Estados Unidos en recuerdo a las víctimas del ataque del 19 de septiembre.